# 이준기 (축구 선수)
이준기(1982년 4월 25일 ~ )는 대한민국의 축구 선수로서 포지션은 수비수이다. FC 서울에서는 리그컵에서만 2경기를 출장했으며 2006년 여름 이적 시장을 통해 전남 드래곤즈로 이적하였다. 현재 반부응 FC에서 뛰고 있다.